# Oratorio di Santa Croce (Martis)
L'oratorio di Santa Croce è un edificio religioso situato a Martis, centro abitato della Sardegna settentrionale. Consacrata al culto cattolico fa parte della parrocchia San Pantaleo, diocesi di Tempio-Ampurias.
L'edificio, in stile gotico-aragonese, prende il nome dalla confraternita per la quale fu edificato e la data incisa in un concio, MDCLII (1652), potrebbe indicare l'anno di costruzione.